# Sarcofago di Giratto

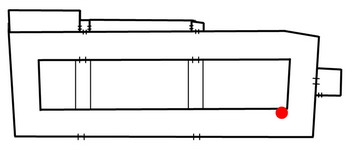
Collocazione del sarcofago nel Camposanto

Il sarcofago del giudice Giratto si trova nel camposanto di Pisa ed è stato scolpito da Biduino nel tra il 1170 e il 1176. Originariamente era stato pensato forse per la chiesa di San Paolo a Ripa d'Arno.

## Storia e descrizione
Il sarcofago presenta una forma a tinozza, con una base ovale e strigliature a onda nella parte frontale. Nel punto di incontro delle strigliature si trova una mandorla con una colomba raffigurata di profilo, mentre sui fianchi sono scolpiti due leoni in posizione eretta, impegnati ad avvinghiare una preda (forse una gazzella).
A rendere importante il sarcofago, copia di un antico esemplare romano, sono le sue iscrizioni. Mentre nel bordo superiore vi è la firma dell'artista:
nel bordo inferiore è presente una delle più antiche iscrizioni in volgare italiano: